# Die Bestatterin – Tote leben länger
Die Bestatterin – Tote leben länger ist ein deutscher Fernsehfilm von Lydia Bruna aus dem Jahr 2025. Er entstand nach einem Drehbuch von Matthias Kiefersauer und Alexander Liegl. Der Film ist die vierte Produktion aus der Filmreihe Die Bestatterin mit Anna Fischer in der Hauptrolle und wurde im Rahmen der Reihe Der Donnerstagskrimi im Ersten am 20. Februar 2025 erstmals im Fernsehen gesendet.

## Handlung
Lisa Taubenbaum und Thomas Zellinger schlafen nebeneinander im Bett, als sie unsanft geweckt werden, da ihre Smartphones gleichzeitig klingeln, denn sie sollen beide an den Fuß einer Felswand am Teufelstein kommen. Sie treffen dort auf Zellingers Kollegin Alessia Vogler, die frisch bei der Polizei ist. Es geht um die Leiche einer jungen Frau, Dorothea Blum, von der vermutet wird, dass sie Suizid begangen hatte, denn sie soll ihrer Zwillingsschwester Kim eine SMS zum Abschied geschickt haben.
Später sitzt Lisa mit der Ortspolizistin Alex zusammen, von der sie erfährt, dass Dorothea Blum betrunken mit dem Auto gefahren war, eine Frau überfahren hatte und deswegen in Kürze ins Gefängnis müsse.
Wieder daheim im Geschäft klopft es, denn Tassilo Hoferichter würde gerne die Tote sehen. Da er nicht nachweisen kann, dass er berechtigt ist, wird es ihm nicht gestattet. Von Zellinger bekommt Lisa berichtet, dass er ein Angebot habe, zum BKA nach Wiesbaden zu wechseln.
Nun beschließt Lisa, sich den Ort des Todes zu betrachten. Sie findet dort einige Blumen, die an die Verstorbene erinnern sollen. Nachdem sie auf die Felswand hinaufgestiegen war, wird sie Zeugin, wie Hoferichter Streit mit einem anderen Mann hat. Einen Mitschnitt mit dem Smartphone zeigt sie Dorotheas Witwer Oliver und deren Schwester Kim, die beide behaupten, die Männer nicht zu kennen. Nachdem Hoferichter erstochen aufgefunden worden war, wird wahrscheinlich, dass es sich bei Dorotheas Tod um einen vorgetäuschten Suizid handelt. Nun taucht im Internet ein Film auf, den die Influencerin Wanda eingestellt hatte. Hier zeigt sich, dass Dorotheas Smartphone nach ihr an die spätere Fundstelle geworfen worden war.
Es stellt sich heraus, dass Hoferichter ein Mönch aus einem Kloster ist. In Gesprächen mit dem Prior Albertus erfährt Zellinger, dass dieser, gemeinsam mit Bruder Vinzent, einen Versandhandel mit Devotionalien betrieben hatte. Da er verschwunden ist, wird er zur Fahndung ausgeschrieben. Später wird er im Kloster gefunden, wo er sich versteckt gehalten hatte. Er gibt zu, dass er Streit mit Hoferichter hatte, da dieser ein Liebesverhältnis mit Kim hatte.
In Verdacht gerät nun Carlo Mälzer, Witwer der überfahrenen Frau. Er hat aber gesicherte Alibis für die Tatzeiten. In einer Unterhaltung mit der Nachbarin Johanna Haberkern bekommt Lisa Hinweise auf das Verhältnis von Oliver mit seiner Frau und seiner Schwägerin. Schließlich stellt sich heraus, dass die Tote tatsächlich Kim war, die von ihrer Zwillingsschwester Dorothea den Felsen herabgestoßen worden war.
In einer Nebenhandlung stellt sich Yannick Schermski als Trauerredner vor. Nachdem er mit einem römischen Helm angegeben hatte, den er tragen könne, wird er von Alfons Taubenbaum beauftragt, eine Kiste zur Polizei zu bringen. In dieser ist dieser Helm, bei dem es sich um ein gestohlenes Original handelt. Er wird umgehend festgenommen.

## Rezeption

### Einschaltquoten
Die Erstausstrahlung von Tote leben länger verfolgten 5,64 Millionen Zuschauer, dies entsprach Marktanteilen von 22,1 Prozent.

### Kritiken
Rainer Tittelbach schrieb bei Tittelbach.tv: „Ein gut konstruierter, (passend) unauffällig inszenierter Krimi, den man – dank der unverwechselbaren Hauptdarstellerin – nicht zu ernst nehmen braucht.“
Bei film-rezensionen meinte Oliver Armknecht: „‚Die Bestatterin: Tote leben länger‘ hält sich an die bewährte Formel, wenn sich die Protagonistin mal wieder in Ermittlungen einmischt und einen vermeintlichen Selbstmord durchschaut. Für Fans ist das eine gute Nachricht. Den Rest erwartet ein durchschnittlicher Krimi mit eher einfallslosen Witzen und einer unsinnigen Auflösung.“ Er vergibt fünf von zehn Punkten.
Elisa Eberle von Prisma.de schrieb: „Der Krimi aus der Schwäbischen Alb verspricht Spannung und schwarzhumorigen Lokalkolorit.“
TV Spielfilm beschreibt den Film als '„Durchdachte Mischung aus Familiendrama und Thriller“.

## Produktionsnotizen
Die Dreharbeiten der „Teufelsstein“-Szenen fanden am Wiesfels in der Nähe von Metzingen statt, als Kloster-„Double“ fungierte das mittelalterliche Kloster Bebenhausen südlich von Stuttgart.